# Hylaeus absonulus
Hylaeus absonulus là một loài Hymenoptera trong họ Colletidae. Loài này được Cockerell mô tả khoa học năm 1936.